# Joaquín Ezpeleta Enrile
Joaquín Ezpeleta Enrile (La Habana, 19 de septiembre de 1788 - Madrid, 24 de marzo de 1863) fue un político, militar y gobernador colonial español.

## Biografía
Hijo del gobernador de Cuba José Manuel de Ezpeleta y de María de la Paz Enrile y Alcedo y sobrino de Pascual Enrile y Alcedo, gobernador de Filipinas, se encontraba en Barcelona como ayudante de campo de su padre, capitán general de Cataluña, cuando en 1808 las tropas napoleónicas del general Duhesne atacaron la ciudad, haciéndole prisionero y llevándole a Francia. Escapó poco después y se reincorporó al ejército español, pero volvió a ser hecho prisionero en 1812, permaneciendo en Francia hasta el final de la guerra de independencia.
A su regreso a España se le reconoció el grado de coronel. En la sublevación de la Guardia Real de 1822 en Madrid resultó herido. En 1830 fue ascendido a mariscal de campo con destino en la Guardia Real, y en 1834 fue nombrado caballero gran cruz de la Orden de Isabel la Católica. 
En 1835 fue nombrado gobernador político y militar de Jaén, pero la fuerza que iba cobrando la Primera Guerra Carlista motivó su traslado al frente en el alto Ebro y Navarra al mando de las tropas realistas. Entre 1838-40 sirvió como gobernador de Cuba.
Durante su carrera política fue elegido diputado por la circunscripción de Navarra entre 1834 y 1836.
y senador vitalicio desde 1845, presidente del Senado en 1853. 
En 1852 fue ministro de guerra y posteriormente de marina en el gobierno del presidente Juan Bravo Murillo.
Sus hermanos José María y Fermín también fueron políticos y militares. Su hermana María Concepción se casó con el general Pedro Agustín Girón, por lo que fue tío de Francisco Javier Girón Ezpeleta, fundador de la Guardia Civil.
| Predecesor: Francisco Lersundi Hormaechea    | Ministro de Guerra 1852             | Sucesor: Juan de Lara                    |
| Predecesor: Casimiro Vigodet Garnica         | Ministro de Marina 1852             | Sucesor: Rafael Arístegui y Vélez        |
| Predecesor: Manuel Pando Fernández de Pinedo | Presidente del Senado 1853          | Sucesor: Manuel de la Pezuela y Ceballos |
| Predecesor: Miguel Tacón y Rosique           | Capitán General de Cuba 1838 - 1840 | Sucesor: Pedro Téllez-Girón              |